# Pioscelus borealis
Pioscelus borealis är en stekelart som först beskrevs av William Harris Ashmead 1891.  Pioscelus borealis ingår i släktet Pioscelus och familjen bracksteklar. Inga underarter finns listade i Catalogue of Life.